# Chili (tidning)
Chili är en tidskrift som vänder sig till åttonde- och niondeklassare. Inriktningen är till hälften nöje, till hälften framtid. Tidningens första svenska edition utkom 1990 men hade då funnits i flera år i Danmark och Norge. 

## Historia
Chili ägdes av Chili Sverige 1990–2001 och delades då ut gratis på landets gymnasieskolor efter dansk förebild. Man skrev om ämnen som musik, film, böcker, mode, resor, sex, samhällsfrågor med mera. 2002–2006 ägdes den av Cosmos Media. 2005 beslöts att produktionen skulle läggas ut på frilansare.
2006–2009 ägdes Chili av Cosmos Communications, och sedan 2011 ägs den av Studentmedia under namnet Chili Magazine.
| Redaktör        | Tid       |
| --------------- | --------- |
| Niklas Sessler  | 1990–1994 |
| Karin E Larsson | 1994–1995 |
| Åsa Lassfolk    | 1995–1996 |
| Pia Hall        | 1997      |
| Helena Esscher  | 1998–1999 |
| Ann Söderlund   | 1999      |
| Desirée Wahren  | 1999–2002 |
| Henrik Lindskog | 2005      |
| Tina Eriksson   | 2009–2010 |
| Tina Gardsten   | 2014–     |